# Manuel Moreno y Jove
Manuel Moreno y Jove (Ciudad de México, 1797 - ibídem, 26 de junio de 1874) fue un sacerdote católico, escritor, orador y académico mexicano.

## Semblanza biográfica
Sus padres fueron Manuel Moreno y María Rosalía Jove. Realizó sus estudios en la Universidad Pontificia de México. Obtuvo el grado de doctor y fue catedrático su alma mater. 
Fue ordenado sacerdote, ejerció una larga carrera eclesiástica, fue nombrado párroco del Sagrario Metropolitano. Fue canónigo de la Catedral Metropolitana de la Ciudad de México y en 1832 fue preconizado deán de la misma. Mantuvo este cargo durante veinte años.
Destacó como orador, por tal motivo, fue nombrado miembro correspondiente de la Real Academia Española. No llegó a ser miembro de número de la Academia Mexicana, pues murió en la Ciudad de México el 26 de junio de 1874, tan sólo un año antes de que esta se fundara.

## Obras
Su obra literaria y la mayor parte de sus sermones se perdieron cuando murió, quedaron muy pocos títulos:
- Catecismo de retórica
- Exposición del Cabildo Metropolitano de México contra la tolerancia de cultos.
- Oración fúnebre del señor don Agustín de Iturbide.